# متنزه ويرلبول الحكومي
متنزه ويرلبول الحكومي، هو متنزه حكومي مساحته 109 فدان (0.44 كيلومتر مربع) تقع في مقاطعة نياجرا، نيويورك، شمال مدينة شلالات نياجرا. يُطل المتنزه على نياجرا ويرلبول وعلى نهر نياجرا ومضيق نياجرا السفلي.

## وصف
متنزه  ويرلبول الحكومي هو متنزه للاستخدام اليومي يقدم ساحة للعب، وطاولات نزهة وجناحين، المشي وركوب الدراجات، وطريق الطبيعة، وصيد الأسماك، والتزلج الريفي. ويفتح المركز للزوار خلال أشهر الصيف من الساعة 9:00إلى الساعة 4:30 ، من الأربعاء إلى الأحد.
وينحدر الدرج الحجري داخل المتنزه إلى وادي نياجرا ؛ وأعيد بناء جزء من الدرج طوله 300 قدم (91 متر) في عام 2016. ويتصل المتنزه مع متنزه ثقب الشيطان الحكومي القريب من خلال ممر ثقب الشيطان في اسفل الوادي، بالإضافة إلى ممر مشاة على طول حافة الوادي والتي تشكل معا حلقة كاملة.
- متنزه يلوستون الوطني
- حدائق الأهرام

## روابط خارجية
- متنزهات ولاية نيويورك: حديقة ولاية ويرلبول